# Musée d'armurerie d'Alava
Le Museé d'Armes d'Álava (Museo d'Armería de Alava en espagnol ou Arabako Arma Museoa en euskara), situé dans la promenade de Fray Francisco et contigu au Palace d'Ajuria Enea dans la ville de Vitoria-Gasteiz (Pays basque, Espagne), expose monographiquement des armes, uniformes et objets divers en rapport avec les activités de guerre de diverses époques et cultures, depuis la Préhistoire jusqu'au début du XXe siècle. Une de ses sections, particulièrement intéressante, est consacrée à la bataille de Vitoria de 1813, dans le contexte de la guerre d'indépendance espagnole.

## Histoire

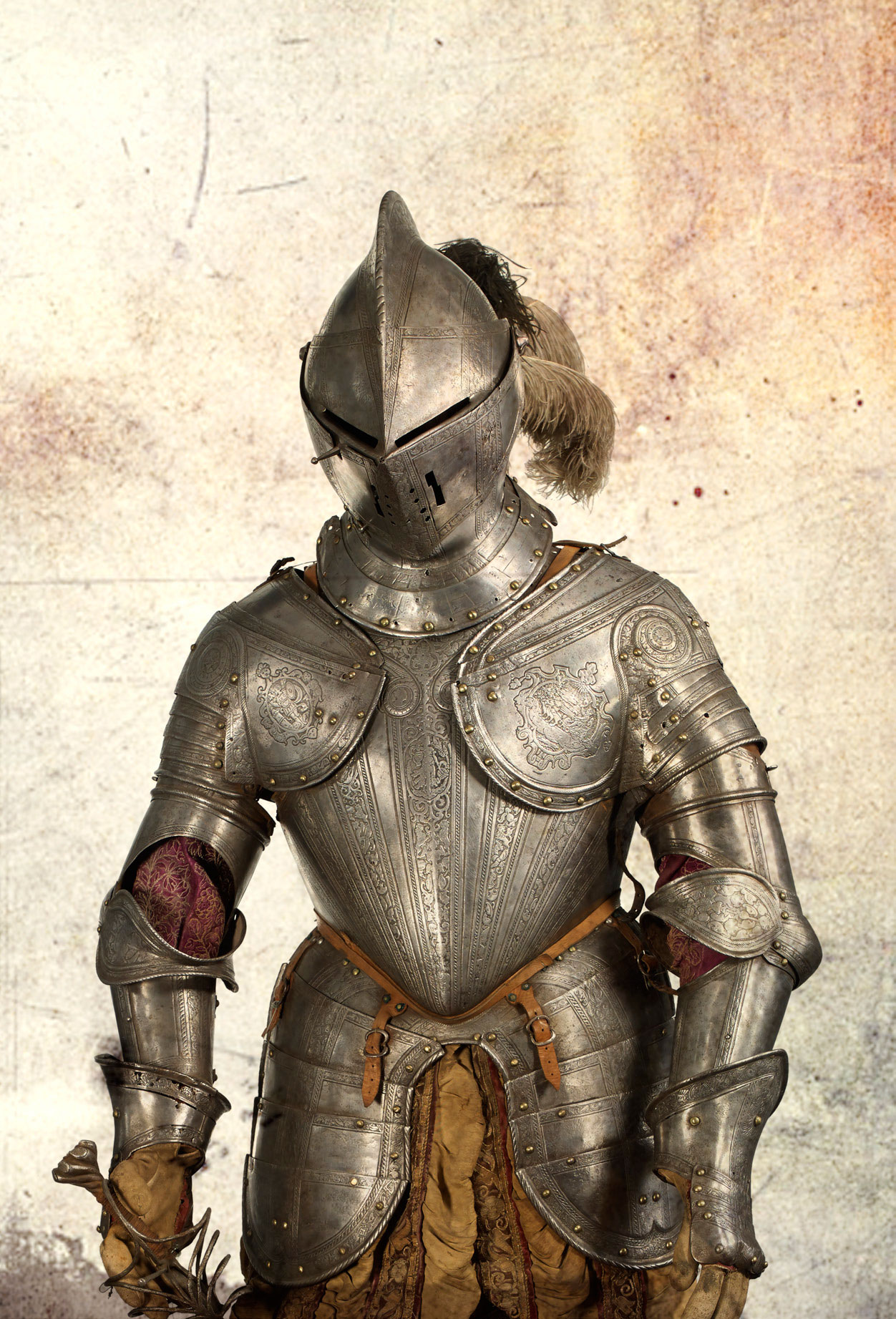

L'origine du musée remonte à la donation faite à la Députation Forale d'Alava par le chef d'entreprise et mécène local Félix Álfaro Fournier, propriétaire de Naipes de Heraclio Fournier S.A, de sa collection d'armes et objets en rapport, et à une série d'expositions temporaires, dont la dernière et plus importante a eu lieu en 1963, à l'occasion du 150e anniversaire de la bataille de Vitoria. Noyau d'une collection qu'allait être enrichie plus tard par des acquisitions successives et des donations, cet ensemble a été exhibé au public à partir du 29 octobre 1966 dans un bâtiment du XVIe siècle connu comme Casa Armera des Gobeo-Guevara San Juan, situé dans la rue Chiquita du Casco historique de la ville et cédé par la Caja de Ahorros Municipal de Vitoria pour une telle fin : naissait alors le premier musée d'armes, qui partageait espace avec le musée d'archéologie d'Alava.
Très vite, le manque d'espace a mis en évidence la nécessité de transférer les fonds du Musée d'Armes dans un lieu afin de pouvoir les exhiber correctement, dans un bâtiment spécifique. Après l'acquisition du Palace d'Ajuria Enea par la Députation, on a préparé avec des fonctionnalités modernes des constructions annexes pour loger de manière définitive, depuis 1975, le musée d'armurerie. Le premier directeur du musée, jusqu'en 1988, a été Félix Álfaro Fournier lui-même.

## Collection
La collection est intégrée fondamentalement par des armes offensives et de défense, ainsi que pertrechos en rapport avec elles, depuis les temps préhistoriques jusqu'au début du XXe siècle outre divers objets qui permettent de contextualiser les articles précédents et qui apportent une information complémentaire. Tout cela est réparti sur deux étages et est ordonné conformément à des critères chronologiques.

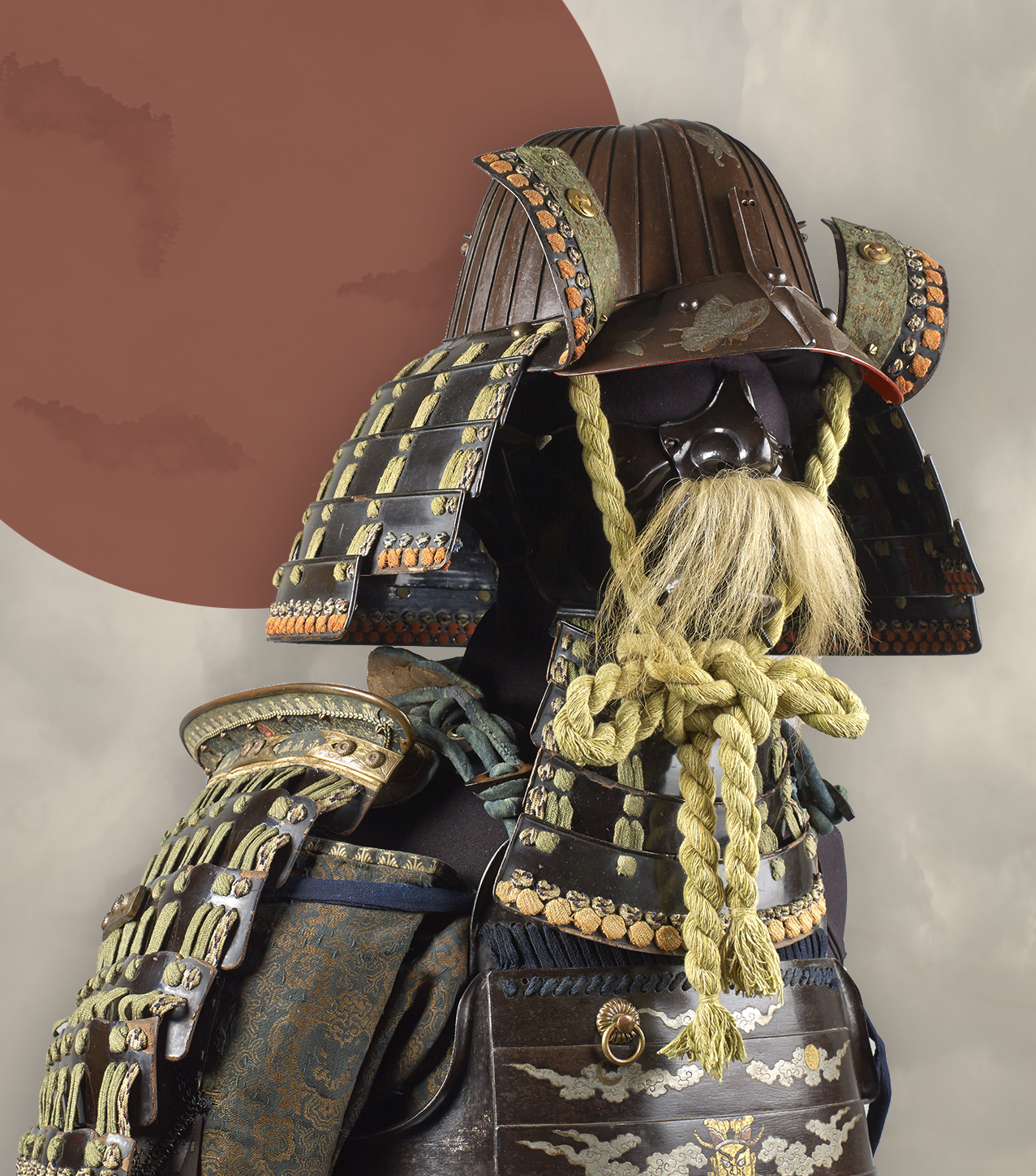

Les premières armes exposées, de l'âge de pierre, ont 300 000 ans. De l'âge des métaux on exhibe les types de base d'armes blanches, fabriquées d'abord en bronze puis en fer, comme des haches et falcatas ibériques, un modèle d'épée courbe caractéristique de la zone de l'Est péninsulaire. Suivent des pièces de facture grecque, romaine, haut-médiéval.
De l'époque bas-médiéval on expose divers modèles d'arbalète, armes qui ont remplacé l'arc jusqu'à la généralisation des armes à feu. Les « camisotes » ont une importance singulière, de courtes épées et d'autres armes issues de fouilles effectuées dans la haute partie de Vitoria et datées de la fin du XIIe siècle. Du point de vue défensif, la « loriga de escamas » de fer et la cotte de mailles en acier, utilisée à partir du XIIe siècle, constituent les pièces fondamentales pour la protection du combattant jusqu'à l'apparition de l'armature ou le harnais au XVIe siècle. Plusieurs espaces et vitrines présentent divers harnais espagnols, allemands et italiens juste pour guerres et parades, des XVe, XVIe et XVIIe siècles.
Les armes à feu d'utilisation individuelle sont bien représentées, depuis les premières à mèche jusqu'à ce qu'aux dernières à percussion, en passant par celles à roue et étincelle. On peut également observer l'évolution, dans ses diverses modalités – mandobles, estocs, sables – de l'épée depuis le XVe siècle.
La section consacrée aux armes africaines, orientales et arabes montre une vaste variété de pièces : depuis des lances préhistoriques en provenance de l'Afrique centrale jusqu'à deux précieuses armatures japonaises de samouraï de fin du XVIe siècle, uniques et complètes qui sont conservés en Espagne. La plupart de ces armes exotiques vient d'achats effectués en 1963 au Royaume-Uni à la célèbre collection Moore. De longues épées japonaises siamesas du Lauristán sont précieuses de par leur rareté et mousquets et sabres, chinois sabres et kris de l'Asie du Sud-Est.
Un chapitre spécial est consacré à la bataille de Vitoria, rendu d'armes de la guerre de indépendance qui a eu lieu le 21 juin 1813 près de Vitoria et dans laquelle les troupes françaises en retraite, sous le commandement de l'empereur José Bonaparte et le maréchal Jean-Baptiste Jourdan, ont été mises en échec par l'armée combinée anglo-hispano-portugaise envoyée par le duc de Wellington et le général Miguel Ricardo de Alava.
Cet épisode de la guerre est illustré au moyen d'objets d'utilisation personnelle de certains des personnages impliqués dans la bataille, particulièrement ceux capturés par les alliés comme butin de guerre dans les carruajes de José Bonaparte et son état major, armes utilisées au cours de cette dernière et uniformes de l'époque. On doit souligner beaucoup d'éléments de grande signification historique et artistique, par exemple : les mantilles et pistoleras des chevaux du roi José et le maréchal Jourdan ; le pistolet et le jeu thé, cadeaux de Wellington, du général Alava, ainsi que son fajín de général et le sabre utilisé en campagne ; le drapeau du Premier Bataillon lames, dirigé par Sebastián Fernández de Leceta, alias « Dos Pelos », etc.
Dans cette section figure une petite mais précieuse collection de canons des types Saint-Étienne, Tulle, Charleville et Mauburg, utilisés par les troupes impériales dans les guerres napoléoniennes. cette collection est la seule au monde qui conserve les canons complets, y compris ses correajes, éléments qui, ne sont pas considérés comme importants, ont disparu dans tous les autres musées. Il se produit la même chose avec la collection de sabres de règlement de fonctionnaires de la Garde impériale, au service direct de Napoléon Bonaparte. L'échantillon est complété avec des maquettes et diaporamas modernes qui représentent les moments décisifs de la bataille.
Les fonds correspondant aux dernières décennies du XIXe siècle et débuts du XXe reflètent l'importance qu'a eue la production armurière au Pays basque à cette époque. On expose nombreux pistolets et revolvers. L'un d'eux est celui utilisé par l'anarchiste italien Michele Angiolillo pour assassiner dans la station thermale de Santa Águeda, dans la localité guipuscoane de Arrasate, Antonio Cánovas del Castillo, président du gouvernement espagnol, le 8 août 1897.

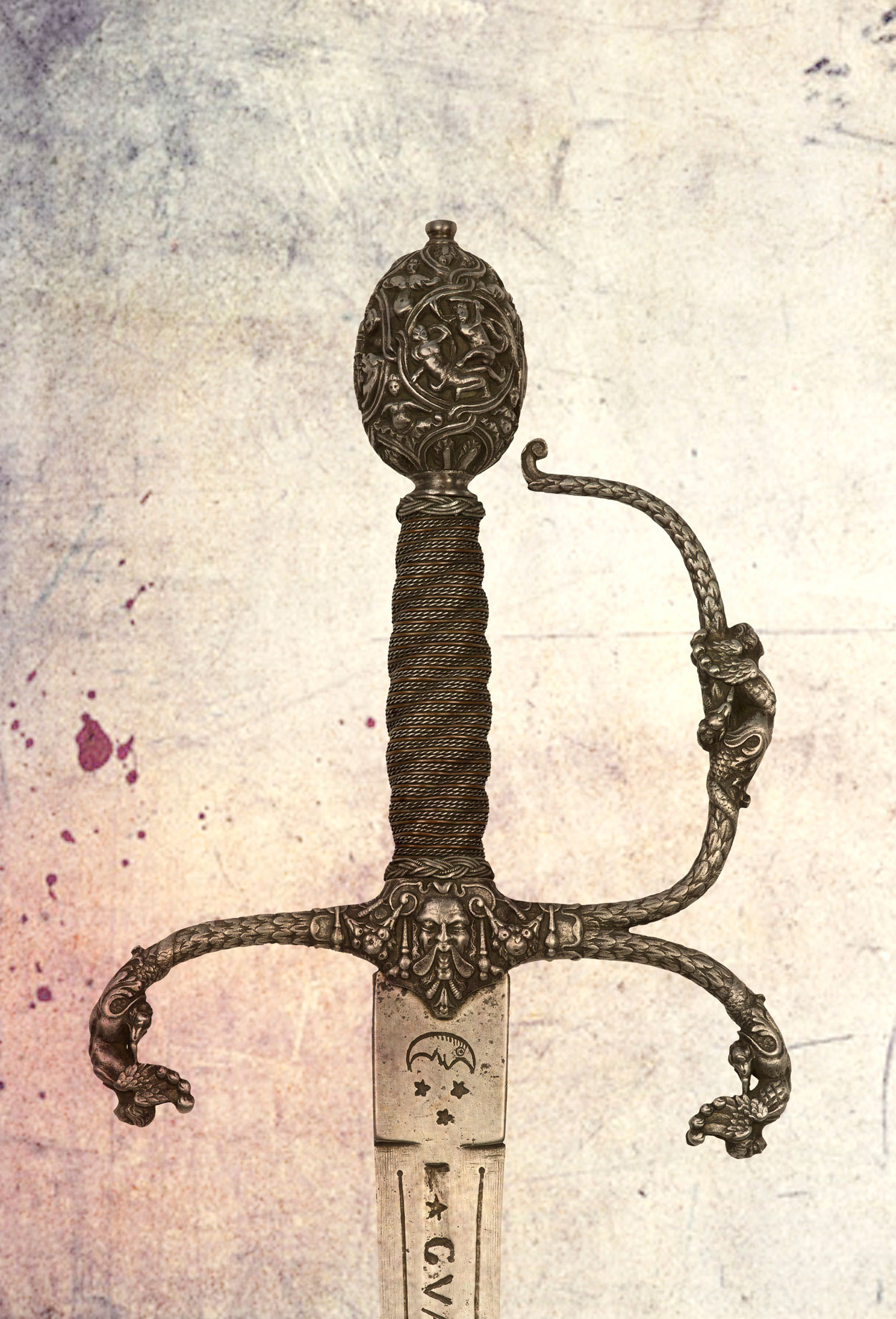

## Jours et heures d'ouverture
- Mardi - samedi: de 10h à 14h et de 16 à 18:30h
- Dimanche et jours fériés: de 11h à 14h
- Lundi fermé (sauf jours fériés)
- Mardi, après le lundi férié, fermé

### Sources
- (es) Cet article est partiellement ou en totalité issu de l’article de Wikipédia en espagnol intitulé « Museo de Armería de Álava » (voir la liste des auteurs).